# Мальцева, Анастасия Тимофеевна
Анастасия Тимофеевна Мальцева — советский хозяйственный деятель, Герой Социалистического Труда.

## Биография
Родилась в 1942 году в селе Камышенка. Член КПСС.
В 1956—1960 — полевод полеводческой бригады колхоза села Камышенка Петропавловского района Алтайского края.
В 1960—1968 — учитель начальных классов в Камышинской средней школе, рабочая Бийского мясокомбината.
В 1968—1996 — оператор кручения шелка крутильного цеха капронового производства Барнаульского производственного объединения «Химволокно» имени Ленинского комсомола Министерства химической промышленности СССР.
Заслуженный химик РСФСР (1983).
Указом Президиума Верховного Совета СССР от 5 июня 1985 года присвоено звание Героя Социалистического Труда с вручением ордена Ленина и золотой медали «Серп и Молот».
Делегат XXVII съезда КПСС.
Умерла в 2023 году в Барнауле.

## Награды и звания
- Герой Социалистического Труда (05.06.1985)
- Орден Ленина (05.06.1985)
- Орден Трудового Красного Знамени (13.05.1977)
- Орден Знак Почёта (15.02.1974)